# Satolas-et-Bonce
Satolas-et-Bonce ist eine französische Gemeinde mit 2.540 Einwohnern (Stand: 1. Januar 2022) im Département Isère in der Region Auvergne-Rhône-Alpes; sie gehört administrativ zum Arrondissement La Tour-du-Pin und ist Teil des Kantons La Verpillière.

## Geografie
Satolas-et-Bonce befindet sich etwa 28 Kilometer ostsüdöstlich von Lyon. Am Ostrand der Gemeinde fließt die kanalisierte Bourbre entlang. Satolas-et-Bonce wird umgeben von den Nachbargemeinden Colombier-Saugnieu im Norden und Nordwesten, Chamagnieu im Osten, Saint-Quentin-Fallavier im Süden, Grenay im Südwesten sowie Saint-Laurent-de-Mure im Westen.

## Geschichte
1967 wurde die Gemeinde aus der Nachbargemeinde Saint-Laurent-de-Mure herausgelöst.

### Bevölkerungsentwicklung
| Jahr                       | 1962 | 1968 | 1975 | 1982 | 1990 | 1999 | 2006 | 2012 |
| -------------------------- | ---- | ---- | ---- | ---- | ---- | ---- | ---- | ---- |
| Einwohner                  | 677  | 718  | 760  | 880  | 1365 | 1651 | 1941 | 2212 |
| Quellen: Cassini und INSEE |      |      |      |      |      |      |      |      |